# La Tortura
„La Tortura” este un cântec în genul latino-pop/raggaeton interpretat de Shakira în colaborare cu Alejandro Sanz. A fost primul extras pe single de pe al șaselea album de studio al Shakirei, Fijación Oral Vol. 1 (2005), primind dublu disc de platină la nivel mondial. Muzica și versurile au fost compuse de Shakira și Luis Ochoa, piesa fiind produsă de Shakira împreună cu Lester Mendez.
Cântecul a primit recenzii mixte din partea criticilor de specialitate și a obținut în Billboard Hot 100 cea mai bună clasare a unui single interpretat în limba spaniolă, ajungând pe locul 23. Piesa deține recordul pentru cele mai multe săptămâni petrecute pe prima poziție în Billboard Hot Latin Tracks, staționând 25 de ediții pe primul loc al acestui clasament. „La Tortura” a obținut două distincții în cadrul premiilor Latin Grammy din 2006, pentru „Cântecul anului” și „Discul anului”.

## Compunerea, structura și receptarea critică
„La Tortura” a fost compus de Luis Ochoa împreună cu Shakira, piesa fiind o colaborare cu Alejandro Sanz. Versurile piesei reprezintă un dialog amoros nefericit dintre un bărbat și o femeie. El se apără: „Știu că nu am fost un sfânt/Dar pot îndrepta asta, iubito”, iar ea îi răspunde: „Ține vorbele astea pentru tine/Încearcă cu altcineva, noi trebuie să ne despărțim”. Interpreta columbiană a declarat: „Alejandro este prima persoană cu care am făcut un duet. Este un prieten bun, o persoană foarte draguță la care țin extrem de mult. Vocea lui era exact ceea ce căutam. Nu cânta nimeni ca el, are ceva aparte – deschiderea către flamenco îl face unic”.
„La Tortura” este un cântec scris într-o tonalitate minoră și un tempo moderat. Piesa este influențată de muzica reggae și de cea afro-latino. Pentru realizarea negativului, s-au folosit chitara, pianul și acordeonul. Orchestrația combină surse sonore acustice și electronice. Întinderea vocii lui Sanz este de la mi din octava mică până la nota la din octava întâi.
Paste Magazine descrie cântecul ca fiind „un amestec amețitor” de cumbia, dancehall și reggae. Revista Blender consideră că primul single al albumului este un duet provocator ce are ca temă disputa dintre doi îndrăgostiți. Femeia își părăsește partenerul, părând mai degrabă bucuroasă decât dezamăgită. The Independent afirmă că acordeonul și chitara lui Sanz dau influențele din cumbia ale cântecului, iar Stephen Thomas Erlewine de la allmusic crede că „La Tortura” ar fi fost perfect pentru difuzare la posturile radio americane dacă nu ar fi avut versurile în limba spaniolă.

## Videoclip
Michael Haussman a regizat videoclipul piesei, filmat în perioada 8-12 aprilie 2005. locațiile alese pentru filmări fiind clădirile Art Deco din Miami. Primele cadre îl arată pe Sanz spionând-o pe Shakira din apartamentul noii sale iubite. Cântăreața merge pe stradă cu o pungă de alimente, intrând în blocul ce se află pe cealaltă parte a străzii. Începe să se dezbrace și din acest moment, Sanz își amintește lucrurile pe care obișnuia să le facă împreună cu ea. Secvențele sunt intercalate cu momente în care Shakira este acoperită cu vopsea neagră șî dansează pe stradă. Coregrafia a fost realizată de Jamie King împreună cu interpretă.
„La Tortura” a devenit prima piesă în spaniolă al cărui videoclip este prezentat în premieră în cadrul emisiunii Making the Video difuzată de MTV. Acesta a intrat în TRL Countdown pe locul 9 și a staționat 30 de zile în acest clasament, ajungând până pe locul 4. Videoclipul a fost nominalizat în cadrul premiilor MTV Video Music Awards 2005 la categoriile Best Female Video, Best Dance Video și Viewer's Choice Award, dar nu a câștigat la nicio secțiune.

## Performanțe în clasamente și vânzări
Cântecul deține recordul pentru cele mai multe săptămâni petrecute pe prima poziție în clasamentul Billboard Hot Latin Track, piesa staționând în vârful ierarhiei timp de 25 de ediții neconsecutive. „La Tortura” a ajuns până pe locul 34 în Billboard Hot 100 și a primit discul de platină pentru vânzările înregistrate pe acest teritoriu. În Spania, cântecul a debutat pe prima poziție, rămânând timp de 4 săptămâni. Clasare în top 10 a obținut și în România (locul 1), Elveția (locul 2), Austria, Olanda (locul 3), Finlanda, Suedia (locul 6), Danemarca, Franța (locul 7) și Belgia (locul 8). Piesa a înregistrat vânzări de 191 500 de exemplare în Franța, ocupand locul 22 în topul sfârșitului de an. În United World Chart, „La Tortura” a acumulat 5 568 000 de puncte, astfel ajungând pe locul 5 în clasamentul anului 2005 și pe poziția 45 în ierarhia pieselor din perioada 1999-2007. A primind dublu disc de platină pentru comercializările la nivel mondial.

## Lista de cântece
- Maxi CD[25]

1. „La Tortura” [versiunea de pe album] - 3:36
2. „La Tortura” [Shaketon Reggaeton Remix] - 3:12
3. „La Tortura” [versiunea acustică] - 2:39

- Versiunea pentru SUA[26]

1. „La Tortura” (mix raggaeton)
2. „La Tortura” (Shaketon Reggaeton Remix)
3. „La Tortura” (mix raggaeton)
4. „La Tortura” (versiunea de pe album)

## Personal
- Voci: Shakira, Alejandro Sanz
- Producător: Shakira
- Producător (aditional): Jose „Gocho” Torres
- Co-producător: Lester Mendez
- Producător executiv: Rick Rubin
- Mixaj: Gustavo Celis
- Compozitori: Luis Fernando Ochoa, Shakira